# Patriotische Front
Unter dem Namen Patriotische Front existierte in der Schweiz eine rechtsextreme Gruppe mit dem Logo der faschistischen Pfeilkreuzler.

## Geschichte
Die Patriotische Front wurde 1988 von Marcel Strebel und den Zugern Peter Kluser und Otto Rölli gegründet. Sie wollten damit den sogenannten «Frontenfrühling 1989» einleiten. Sie wurde bekannt durch die Aktivitäten von Marcel Strebel. Landesweites Aufsehen erregte dieser, als er ein nicht-weißes Mannequin in der Fernsehsendung Club bespuckte. Auch Anschläge auf Asylbewerberheime – einen davon in Steinhausen im Kanton Zug – wurden der Organisation angelastet. Bei ähnlichen Vorkommnissen wurden die Täter jeweils als Strebel-Anhänger bezeichnet, was der Chef der Patriotischen Front bestritt. Der genaue Zeitpunkt der Auflösung der Organisation ist nicht bekannt.